# Turhan Selçuk
Pour les articles homonymes, voir Selçuk.
Turhan Selçuk, né le 30 juillet 1922 à Milas et mort le 11 mars 2010 à Istanbul, est un dessinateur humoristique turc.

## Biographie
Turhan Selçuk naît à Milas (sud-ouest de la Turquie) le 30 juillet 1922. Ses premiers dessins de presse paraissent dans les journaux Türk Sözü et Kırmızı Beyaz ve Şut, en 1941. En 1943, il crée un magazine humoristique, Akbaba.
La première exposition de ses œuvres se tient en 1951. L'année suivante, son frère (écrivain) et lui fondent 41Buçuk, un magazine de bande dessinée ; ils lancent en 1956 un second magazine, Dolmuş,.
À partir de 1957, il crée « Abdülcanbaz », un personnage de fiction qui fait ses premières apparitions dans le journal Milliyet. Rapidement populaire, le héros devient emblématique du dessinateur, qui le met en scène dans d'autres titres dans lesquels il dessine, tels que Aydede, Yon, Devrim Ornegi, Yeni İstanbul et Aksam ye Cumhuriyet,. L'année suivante, il épouse l'écrivaine Füruzan.
Après un premier ouvrage en 1954 (Turhan Selçuk Karikatür Albümü) et une sélection d'œuvres en 1959 (140 Karikatür), il publie trois albums dans les années soixante : Turhan 62 (1962), Hiyeroglif (1964) et Hal ve Gidis Sifir (1969).
À compter de 1972, Turhan Selçuk réalise une caricature politique hebdomadaire pour le quotidien Cumhuriyet.
En 1992, après une trentaine d'expositions de ses œuvres, et durant quatre ans, une exposition intitulée Human Rights (les droits de l'homme, en français) se tient dans plusieurs villes européennes (Strasbourg, Dortmund, Munich, etc.).
Turhan Selçuk meurt à 87 ans, le 11 mars 2010 à Istanbul (hôpital Maslak Acıbadem, district de Sarıyer), des suites d'un anévrisme de l'aorte abdominale. Certaines de ses œuvres sont exposées dans divers musées étrangers.

## Œuvres
- Turhan Selçuk Karikatür Albümü (1954)
- 140 Karikatür (1959)
- Turhan 62 (1962)
- Hiyeroglif (1964)
- Hal ve Gidiş Sıfır (1969)
- Söz Çizginin (1979)

## Prix
Non exhaustif.
- 1955 : Premier prix de la caricature de la Journalism Achievement Award Competition organisée par l'association des journalistes turques[5]
- 1997 : Grand prix de la culture et des arts de la présidence de la République de Turquie (tr)